# Підводні човни типу «Роніс»

Схематичне зображення човна типу «Роніс»

Підводні човни типу «Роніс» — клас військових кораблів з 2 малих підводних човнів, випущених французькими суднобудівельними компаніями на замовлення латиських ВМС у 1925—1927 роках. У 1940 році після анексії Латвії Радянським Союзом вони були конфісковані радянським флотом та уведені до складу Балтійського флоту РСЧФ. У червні 1941 року, коли в ході німецького вторгнення до СРСР, війська вермахту наблизилися до порту Лієпая, колишні латиські човни були затоплені Корпуси були підняті в 1942 році і розібрані на брухт.

## Підводні човни типу «Роніс»
Позначення
| № | Корабель                   | На честь  | Верф                                         | Закладено | Спущено       | У строю | Статус                                  |
| - | -------------------------- | --------- | -------------------------------------------- | --------- | ------------- | ------- | --------------------------------------- |
| 1 | «Роніс» (латис. Ronis)     | «Тюлень»  | Ateliers et Chantiers de la Loire, Нант      | 1925      | 1 липня 1926  | 1927    | 24 червня 1941 року затоплений у Лієпаї |
| 2 | «Спідола» (латис. Spidola) | «Русалка» | Chantiers et Ateliers Augustin Normand, Гавр | 1925      | 6 жовтня 1926 | 1927    | 24 червня 1941 року затоплений у Лієпаї |